# Оленка (фільм)
«Оленка» (рос. «Алёнка») — російський радянський художній фільм 1961 року режисера Бориса Барнета.

## Сюжет
Дія відбувається в період освоєння цілинних земель. Оленка змушена виїхати від батьків, оскільки в новому радгоспі немає школи. Її попутники під час довгого шляху розповідають про своє життя...

## У ролях
- Наташа Оводова
- Ірина Зарубіна
- Василь Шукшин
- Микола Боголюбов
- Ераст Гарін
- Микола Крючков
- Євген Шутов
- Анда Зайці
- Майя Менглет
- Ніна Нікітіна
- Валентина Ушакова
- Наталія Селезньова

## Творча група
- Сценарій: Сергій Антонов
- Режисер: Борис Барнет
- Оператор: Ігор Черних
- Композитор: Кирило Молчанов